# Championnat du monde de hockey sur glace 1997
Navigation
Autriche 1996 Suisse 1998
Le soixante-et-unième championnat du monde de hockey sur glace a eu lieu du 21 avril au 5 mai 1997 à Helsinki, Turku et Tampere en Finlande.

## Division Élite

### Tour préliminaire

#### Groupe A
|   | Équipe    | PJ | V | D | N | BP | BC | Pts |
| - | --------- | -- | - | - | - | -- | -- | --- |
| 1 | Tchéquie  | 5  | 4 | 1 | 0 | 18 | 9  | 8   |
| 2 | Finlande  | 5  | 4 | 1 | 0 | 25 | 9  | 8   |
| 3 | Russie    | 5  | 3 | 1 | 1 | 19 | 16 | 7   |
| 4 | Slovaquie | 5  | 1 | 3 | 1 | 10 | 14 | 3   |
| 5 | France    | 5  | 1 | 4 | 0 | 13 | 26 | 2   |
| 6 | Allemagne | 5  | 1 | 4 | 0 | 4  | 15 | 2   |

La République Tchèque, la Finlande et la Russie accèdent à la ronde suivante.

#### Groupe B
|   | Équipe     | PJ | V | D | N | BP | BC | Pts |
| - | ---------- | -- | - | - | - | -- | -- | --- |
| 1 | Suède      | 5  | 4 | 0 | 1 | 20 | 8  | 9   |
| 2 | Canada     | 5  | 3 | 1 | 1 | 23 | 11 | 7   |
| 3 | États-Unis | 5  | 3 | 2 | 0 | 14 | 15 | 6   |
| 4 | Lettonie   | 5  | 1 | 2 | 2 | 15 | 16 | 4   |
| 5 | Italie     | 5  | 1 | 3 | 1 | 12 | 18 | 3   |
| 6 | Norvège    | 5  | 0 | 4 | 1 | 7  | 22 | 1   |

La Suède, le Canada et les États-Unis accèdent à la ronde suivante.

#### Relégation
|    | Équipe    | PJ | V | D | N | BP | BC | Pts |
| -- | --------- | -- | - | - | - | -- | -- | --- |
| 7  | Lettonie  | 5  | 4 | 1 | 0 | 29 | 14 | 8   |
| 8  | Slovaquie | 5  | 3 | 2 | 0 | 15 | 13 | 6   |
| 9  | Italie    | 5  | 2 | 1 | 2 | 23 | 16 | 6   |
| 10 | Allemagne | 5  | 2 | 2 | 1 | 11 | 17 | 5   |
| 11 | France    | 5  | 2 | 3 | 0 | 12 | 23 | 4   |
| 12 | Norvège   | 5  | 0 | 4 | 1 | 11 | 18 | 1   |

La Norvège est reléguée dans le championnat B pour l'édition de 1998.

### Tour de Qualification
|   | Équipe     | PJ | V | D | N | BP | BC | Pts |
| - | ---------- | -- | - | - | - | -- | -- | --- |
| 1 | Suède      | 5  | 4 | 1 | 0 | 17 | 9  | 8   |
| 2 | Canada     | 5  | 3 | 2 | 0 | 13 | 14 | 6   |
| 3 | Russie     | 5  | 2 | 2 | 1 | 13 | 13 | 5   |
| 4 | Tchéquie   | 5  | 2 | 3 | 0 | 13 | 11 | 4   |
| 5 | Finlande   | 5  | 2 | 3 | 0 | 12 | 12 | 4   |
| 6 | États-Unis | 5  | 1 | 3 | 1 | 7  | 14 | 3   |

Les nations classées en première et seconde place s'affrontent pour la médaille d'or dans une série « deux de trois » – deux victoires étant nécessaire pour être sacré champion. Les équipes à la troisième et quatrième place s'affrontent pour la médaille de bronze.

### Tour Final
Médaille de bronze
- Tchéquie 4-3 Russie

 Médaille d'or
- Suède 3-2 Canada
- Canada 3-1 Suède
- Canada 2-1 Suède

Le Canada gagne la série 2 matchs à 1.

### Classement
|        | Équipe     |
| ------ | ---------- |
| Or     | Canada     |
| Argent | Suède      |
| Bronze | Tchéquie   |
| 4      | Russie     |
| 5      | Finlande   |
| 6      | États-Unis |
| 7      | Lettonie   |
| 8      | Italie     |
| 9      | Slovaquie  |
| 10     | France     |
| 11     | Allemagne  |
| 12     | Norvège    |

### Effectif vainqueur
| Place | Pays   | Joueur |
| ----- | ------ | --- |
| 1     | Canada | Sean Burke, Bryan McCabe, Steve Chiasson, Chris Gratton, Jarome Iginla, Geoff Sanderson, Rick Tabaracci, Rob Blake, Travis Green, Jeff Friesen, Rob Zamuner, Bob Errey, Cory Cross, Mark Recchi, Dean Evason, Keith Primeau, Owen Nolan, Don Sweeney, Anson Carter, Joël Bouchard, Shean Donovan, Chris Pronger |

## Mondial B
|   | Équipe          | PJ | V | D | N | BP | BC | Pts |
| - | --------------- | -- | - | - | - | -- | -- | --- |
| 1 | Biélorussie     | 7  | 7 | 0 | 0 | 48 | 21 | 14  |
| 2 | Kazakhstan      | 7  | 5 | 1 | 1 | 31 | 21 | 11  |
| 3 | Suisse          | 7  | 3 | 2 | 2 | 26 | 22 | 8   |
| 4 | Autriche        | 7  | 2 | 2 | 3 | 22 | 22 | 7   |
| 5 | Pologne         | 7  | 2 | 3 | 2 | 19 | 24 | 6   |
| 6 | Grande-Bretagne | 7  | 2 | 4 | 1 | 28 | 22 | 5   |
| 7 | Pays-Bas        | 7  | 2 | 4 | 1 | 21 | 38 | 5   |
| 8 | Danemark        | 7  | 0 | 7 | 0 | 19 | 44 | 0   |

La Biélorussie rejoint le Mondial A pour le championnat de 1998.

## Mondial C
|   | Équipe   | PJ | V | D | N | BP | BC | Pts |
| - | -------- | -- | - | - | - | -- | -- | --- |
| 1 | Ukraine  | 5  | 4 | 0 | 1 | 21 | 6  | 9   |
| 2 | Slovénie | 5  | 3 | 2 | 0 | 25 | 13 | 6   |
| 3 | Estonie  | 5  | 2 | 1 | 2 | 27 | 17 | 6   |
| 4 | Japon    | 5  | 2 | 1 | 2 | 14 | 9  | 6   |
| 5 | Roumanie | 5  | 3 | 2 | 0 | 15 | 20 | 6   |
| 6 | Hongrie  | 5  | 2 | 2 | 1 | 18 | 16 | 5   |
| 7 | Chine    | 5  | 1 | 4 | 0 | 16 | 24 | 2   |
| 8 | Lituanie | 5  | 0 | 5 | 0 | 11 | 32 | 0   |

## Mondial D
|   | Équipe               | PJ | V | D | N | BP | BC | Pts |
| - | -------------------- | -- | - | - | - | -- | -- | --- |
| 1 | Croatie              | 5  | 3 | 1 | 1 | 16 | 9  | 7   |
| 2 | Corée du Sud         | 5  | 4 | 1 | 0 | 19 | 9  | 8   |
| 3 | Espagne              | 5  | 2 | 3 | 0 | 21 | 19 | 4   |
| 4 | Serbie-et-Monténégro | 5  | 1 | 2 | 2 | 13 | 18 | 4   |
| 5 | Israël               | 5  | 2 | 3 | 0 | 18 | 25 | 4   |
| 6 | Australie            | 5  | 1 | 3 | 1 | 20 | 25 | 3   |
| 7 | Bulgarie             | 5  | 2 | 1 | 2 | 17 | 15 | 6   |
| 8 | Belgique             | 5  | 2 | 3 | 0 | 12 | 16 | 4   |